# Leporinus amblyrhynchus

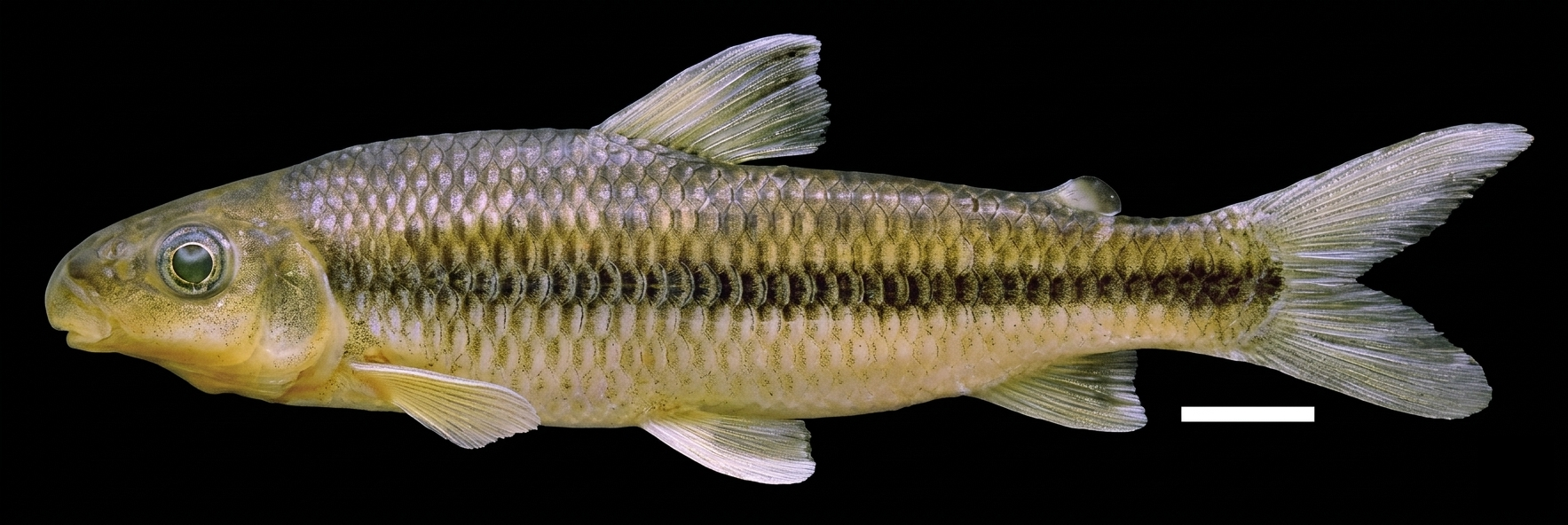
Imatge d'un especimen de Leporinus amblyrhynchus.

Leporinus amblyrhynchus és una espècie de peix de la família dels anostòmids i de l'ordre dels caraciformes.

## Morfologia
- Els mascles poden assolir 19,6 cm de llargària total.[4]

## Hàbitat
Viu en zones de clima tropical.

## Distribució geogràfica
Es troba a Sud-amèrica: conca del riu Paranà.